# Ивачёв, Геннадий Александрович
Геннадий Александрович Ивачёв (род. 5 декабря 1940) — советский хоккеист, защитник.

## Биография
Воспитанник свердловского хоккея, выступал за «Спартак» Свердловск в молодёжном чемпионате СССР. В сезоне 1959/60 дебютировал в чемпионате СССР в составе омского «Спартака». В следующем сезоне не выступал. Перед сезоном 1961/62 перешёл в «Спартак» Свердловск, за который провёл три матча. Вернувшись в Омск, выступал за «Спартак» / «Аэрофлот», который в 1963 году вылетел из высшей лиги. По ходу сезона 1963/64 перешёл в СКА Новосибирск. Сезон 1966/67 вновь провёл в свердловской команде, ставшей называться «Автомобилист». Со следующего сезона вернулся в омскую команду (теперь называвшуюся «Каучук»). В сезоне 1969/70 перешёл в «Строитель» Темиртау, где и завершил карьеру.